# Bille August

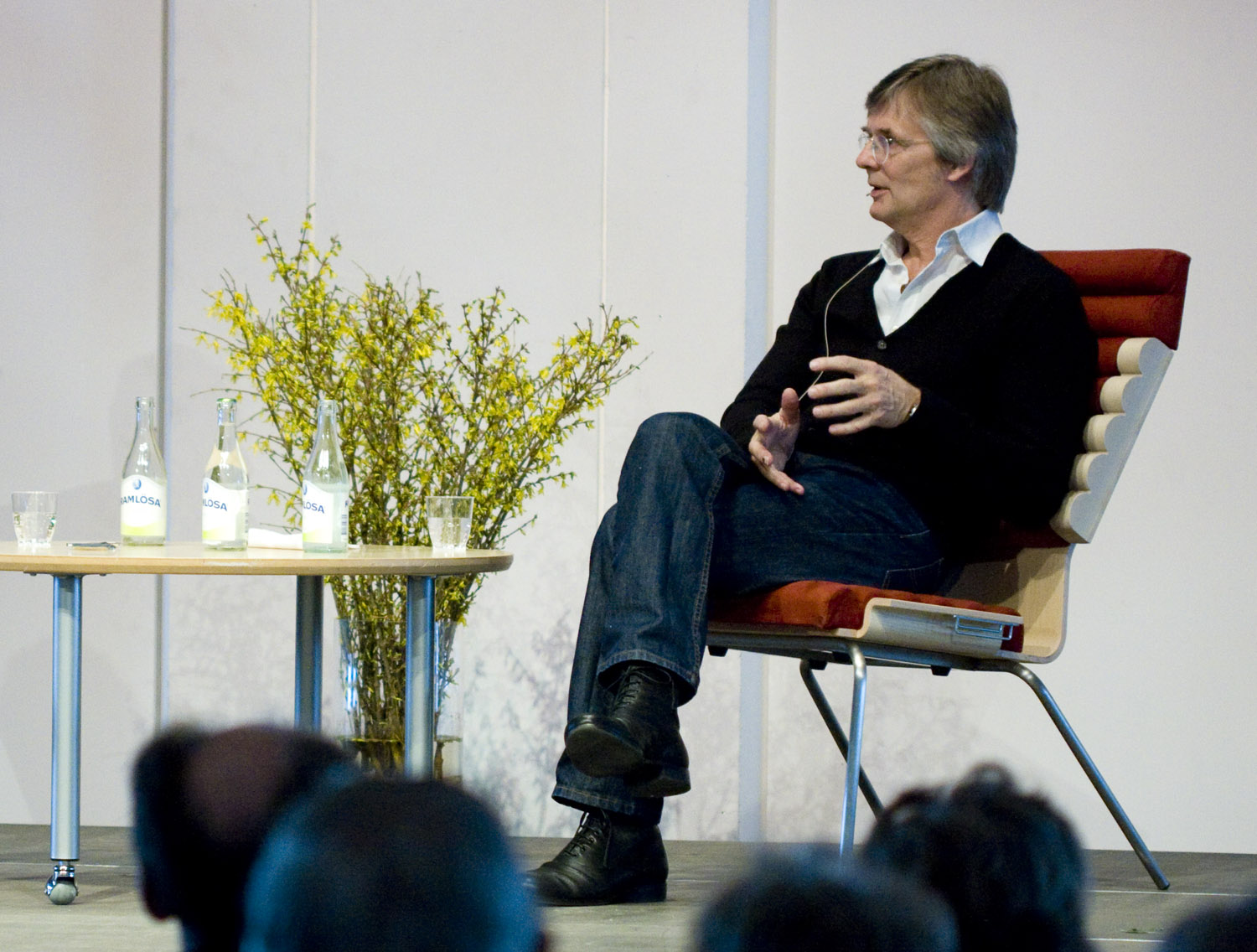
Bille August

Bille August (* 9. November 1948 in Brede, Syddanmark) ist ein dänischer Filmregisseur.

## Leben
Bille August absolvierte nach seiner Fotografenausbildung in Stockholm 1976 die Danske Filmskole in Kopenhagen. Er wurde für seine Arbeit mehrfach ausgezeichnet. Sein Film Pelle, der Eroberer gewann 1989 einen Oscar als Bester ausländischer Film. Zuvor hatte er für diesen Film bei den Internationalen Filmfestspielen von Cannes 1988 bereits die Goldene Palme entgegengenommen.
Den Erfolg in Cannes von 1988 konnte August bei den Internationalen Filmfestspielen von Cannes 1992 mit Die besten Absichten wiederholen, für den Ingmar Bergman das Drehbuch schrieb. Bei der Berlinale 1997 lief sein Film Fräulein Smillas Gespür für Schnee im Wettbewerb.
Von 1991 bis 1997 war er in dritter Ehe mit der Schauspielerin Pernilla August verheiratet, die auch in einigen seiner Filme auftrat. Die zwei Töchtern aus dieser Ehe sind die Schauspielerinnen Alba August und Asta Kamma August.

## Filmografie (Auswahl)

### Kamera
- 1978: Wie vergewaltige ich einen Mann? (Män kan inte valdtas) – Regie: Jörn Donner
- 1980: Verwirrende Liebe (Kärleken) – Regie: Theodor Kallifatides
- 1981: Afrikanische Tragödie (Gräset sjunger) – Regie: Michael Raeburn

### Regie (und Drehbuch)
- 1978: Flitterwochen (Honning måne)
- 1983: Zappa
- 1984: Buster, der Zauberer (Busters verden) – nach dem Kinderbuch So einen wie mich kann man nicht von den Bäumen pflücken, sagt Buster. von Bjarne Reuter
- 1984: Twist and shout (Tro, håb og kærlighed)
- 1987: Pelle, der Eroberer (Pelle erobreren)
- 1991: Den goda viljan (Fernsehmehrteiler)
- 1992: Die besten Absichten (Den goda viljan)
- 1993: Das Geisterhaus
- 1996: Jerusalem – nach dem gleichnamigen Roman von Selma Lagerlöf
- 1997: Fräulein Smillas Gespür für Schnee (Smilla’s Sense of Snow)
- 1998: Les Misérables
- 2001: En Sång för Martin
- 2004: Return to Sender
- 2007: Goodbye Bafana
- 2012: Marie Krøyer
- 2013: Nachtzug nach Lissabon (Night Train to Lisbon), nach dem gleichnamigen Roman von Pascal Mercier
- 2014: Silent Heart – Mein Leben gehört mir (Stille hjerte) (nur Regie)
- 2017: Eleanor & Colette (55 Steps)
- 2018: Per im Glück (Lykke-Per)
- 2023: Kysset, nach dem Roman Ungeduld des Herzens von Stefan Zweig